# Cromwell Museum

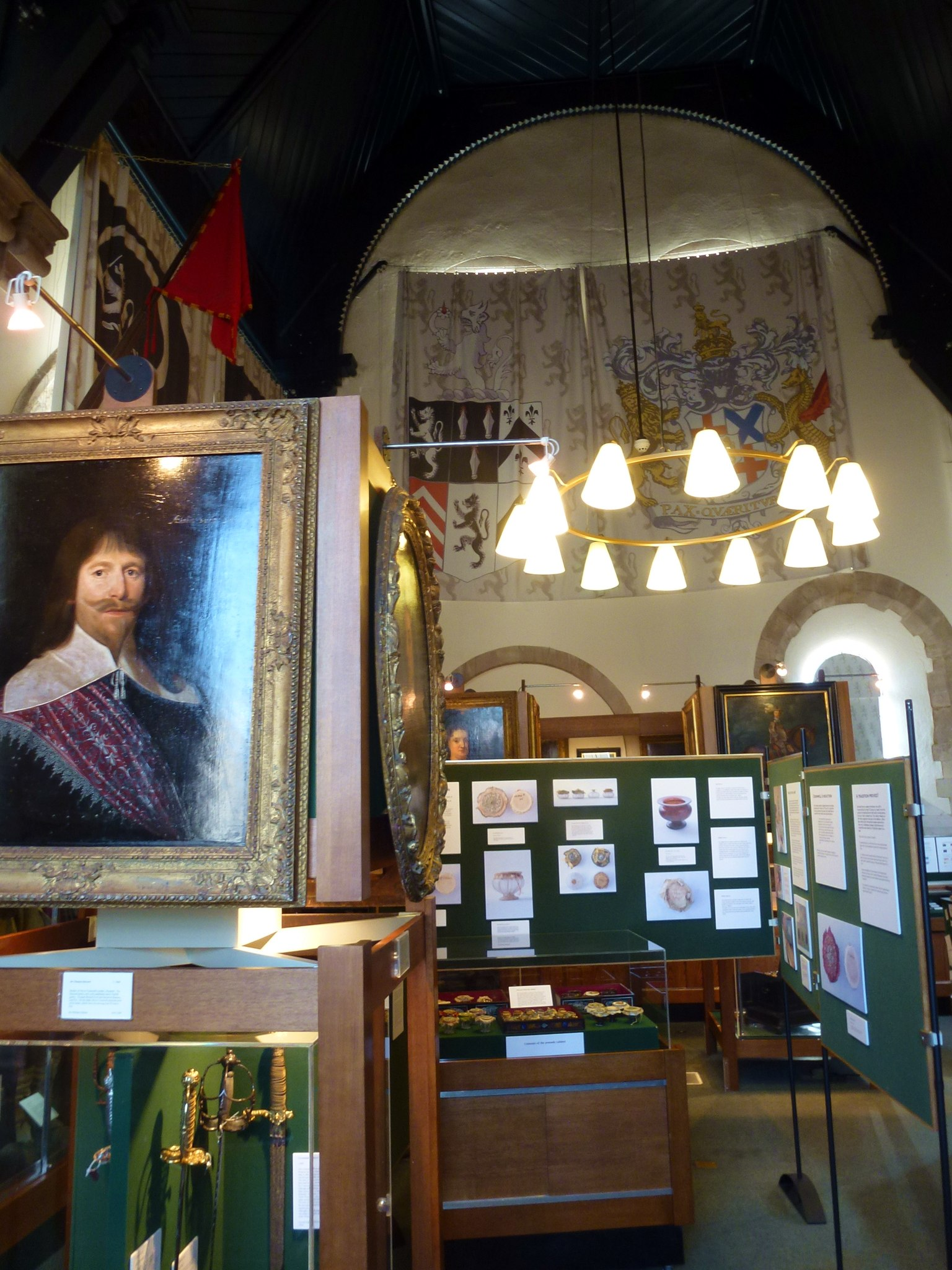

Het Cromwell Museum is een museum in het Engelse Huntingdon. Het museum is gewijd aan Oliver Cromwell; het stelt een 600-tal documenten en voorwerpen over hem tentoon. Het is gevestigd in de voormalige grammar school. Sinds 2016 wordt het museum beheerd door een trust; voorheen door het graafschap Cambridgeshire.